# قلعة ونوغة
قلعة ونوغة هي قلعة تاريخية تقع أعلى بلدية إغيل علي في ولاية بجاية ومنطقة القبائل ضمن الجزائر.

## وصف
تُعتبر قلعة ونوغة من أهم الآثار والمواقع التاريخية الموجودة في مرتفعات جبال ونوغة.
وقد تم بناؤها على ربوة صخرية منيعة تبعد نحو ثلاثين كيلومترا جنوب مدينة بجاية غير بعيد عن مدينة شلاطة الحالية.
وقد كانت تستخدم هذه البناية المرتفعة من أجل تخزين المواد الغذائية وغيرها من الأغراض.
كما كان أعيان بجاية يتحصنون فيها أثناء الأحداث التاريخية المختلفة.
وقد اتخذ الأمير عبد القادر من هذه القلعة الحصينة في جبال ونوغة مركزا لقيادة هذه المنطقة بعد تعديل معاهدة تافنة يوم 30 ماي 1837م.

## تاريخ

### الاحتلال الإسباني لبجاية
حينما نشبت معركة بجاية التي تم بعدها احتلال مدينة بجاية من طرف الإسبان ابتداء من يوم 5 جانفي 1510م، لجأ الأمير «العباس بن عبد العزيز» إلى هذه القلعة الحصينة فرارا من المحتلين.
ففي في شتاء سنة 1510م رست أربع عشرة سفينة إسبانية بقيادة الكونت «بطرس النفاري» (بيدرو دي نافارو) في عرض بحر بجاية، وفي نيتها شيء واحد وهو الاستيلاء على هذه المدينة الساحلية كما فعلت مع مدن أخرى في سواحل المغرب الأوسط، وقد فُتِحت شهيتها للغزو بعد أن طردت آخر المسلمين من الأندلس بعد سقوط غرناطة.
وكانت بجاية أنذاك إمارة حفصية مستقلة عن المملكة الأم في تونس، وكان أميرها «عبد العزيز الحفصي» في صراع من أجل النفوذ مع أخيه حاكم إمارة قسنطينة.
وهكذا استغل الإسبان هذا التفكك وألقوا بحمم مدافعهم على سكان مدينة بجاية المذعورين من هديرها، مما اضطر الأميرين «عبد الرحمن بن عبد العزيز» و«العباس بن عبد العزيز» إلى جمع ما تبقى لهم من أتباع وسمو ملكي ونقلوه إلى الهضبة المنيعة حيث توجد «قلعة ونوغة» ليؤسسا بها مملكة أخرى.
وبدأ من هناك هذا الأمير الحفصي يتفاوض مع الإسبان من أجل العودة إلى حكم بجاية والحصول على لقب سلطان.
فتحالف مع قبائل «آث عبد الواد» و«آث طوجين» الذين منعوا وصول القوات المعادية إلى هذه القلعة والنيل من الأمير المقاوم «العباس بن عبد العزيز».
وبقيت هذه القلعة مركزا لتنظيم المقاومة ضد الإسبان إلى غاية إجلائهم إثر معركة بجاية في شهر سبتمبر 1555م من طرف عرش «آث إيمزاين» الذين تحالفوا مع الإنكشارية في إيالة الجزائر.

### الاحتلال الفرنسي لبجاية
حينما نشبت معركة بجاية التي أدت إلى احتلال مدينة بجاية من طرف الفرنسيين ابتداء من يوم 29 سبتمبر 1833م، صارت هذه القلعة الحصينة ملجأ للمقاومين البجائيين فرارا من المحتلين.
ولقد اتخذ الأمير عبد القادر، بعد توقيعه معاهدة تافنة في 30 ماي 1837م، من هذه القلعة الزواوية مركزا لتخزين أغراضه ومواده الغذائية.
كما تحولت هذه القلعة قبل عام 1847م إلى مركز صحي، تابع لمقاومة الأمير عبد القادر، يتم إجلاء الجنود الجرحى إليه من أنحاء منطقة القبائل.